# Католические новомученики России
Католические новомученики России — программа Католической церкви в России, утверждённая Конференцией католических епископов Российской Федерации 30 января 2002.

## Задача программы
Задача программы — работа над подготовкой к прославлению российских католических мучеников XX столетия. На первой стадии участники программы собирали сведения о кандидатах к беатификации — причислению к лику блаженных. Были собраны информация и документы о них, их жизни и смерти, а также о частном почитании верующими. Затем эти сведения были переданы церковным властям. На основании полученных материалов, 31 мая 2003 в Риме начался процесс «Дело о беатификации или объявлении мучениками архиепископа Эдуарда Профитлиха и 15 сподвижников», постулатором которого был назначен священник Бронислав Чаплицкий. С этого момента кандидаты получили титул слуг Божьих. 17 января 2014 года, из-за того, что процесс слуги Божьего архиепископа Эдуарда Профитлиха был передан в Эстонию, процесс новомучеников российских получил новое название: «Дело о беатификации или объявлении мучениками епископа Антония Малецкого и 14 сподвижников». 
16 февраля 2021 г. процесс был реорганизован и получил название «Дело о беатификации или объявлении мучениками Слуг Божиих епископа Антония Малецкого, титулярного епископа Донизаны, апостольского администратора Ленинграда и 9 сподвижников, убитых из ненависти к Вере». Из группы Слуг Божьих были исключены священники Епифаний Акулов и Потапий Емельянов и монахиня Роза Сердца Марии (Галина Енткевич). В связи с наличием частного почитания епископа Кароля Сливовского и священника Антония Дземешкевича было одобрено их присоединение к группе Слуг Божьих. Слуги Божьи Андрей Цикото, Янис Мендрикс, Фабиан Абрантович и Станислав Шульминский исключены из процесса в России, и процесс их беатификации продолжен в Польше. 

## Слуги Божьи
Всего в рамках Дела рассматриваются материалы о жизни и кончине 15 слуг Божьих. Среди них:
- епископ Антоний Малецкий;
- епископ Кароль Сливовский;
- прелат Константин Ромуальд Будкевич;
- священник Антоний Дземешкевич;
- священник Антоний Червинский;
- священник Павел Хомич;
- священник Франциск Будрис;
- священник Ян Тройго;
- мать Екатерина (Анна Ивановна) Абрикосова (сестра Мария Екатерина Сиенская OPL);
- Камилла Николаевна Крушельницкая.

#### Переданные в конгрегации
- архимандрит Андрей Цикото MIC
- архимандрит Фабиан Абрантович MIC
- священник Янис Мендрикс MIC
- священник Станислав Шульминский SAC

#### Утратившие статус
- священник Епифаний (Игорь Александрович) Акулов.
- священник Потапий (Пётр Андреевич) Емельянов.
- монахиня Галина Фаддеевна Енткевич (сестра Роза Сердца Марии OPL).